# Stupid Girls
Stupid Girls (у слободном преводу: Глупе девојке) је први сингл са четвртог студијског албума америчке певачице Пинк (певачица), I'm Not Dead. Песма је дебитовала на Билбордовој листи врућих 100 25. фебруара 2006. године на месту #24. Била је Hot Shot Debut те недеље и један од најбољих дебитујућих сигнлова 2006. године. Недеље 4. марта, сингл се попео на место #13, поставши тако осми сингл који је доспео на топ 20 листе у САД за Пинк. На аустралијску листу синглова, песма је дебитовала на месту #4. Такође је достигла четврто место у Уједињеном Краљевству.

## Списак песама
- Сингл

- Макси сингл

1. – 3:16
2. – 6:51
3. – 8:58
4. – 3:13

## Информације о песми
Пинк је објаснила да је приметила да доста младих девојака у околини њене куће у Лос Анђелесу иду ка томе да постану налик хиперсексуалним женским поп иконама, уместо да теже за каријером или талентима. То је инспирисало Пинк да напише песму "Stupid Girls", у којој жали за недостатком узора за девојке и охрабрује их да гаје независност. Пинк је гостујући у шоу Опре Винфри говорила о правој „епидемији“ девојака које воде нездрав живот све у циљу постизања лепоте. Такође, Пинк је нагласила да велики број жена троши огромне своте новца на шопинг, упркос сиромаштву и глади који харају светом.

## Пријем код фанова
Песма је одлично примљена код фанова пласирајући се у врх топ-листа већине земаља. У категорији „Најбоље женско поп извођење“ песма је 2007. године зарадила номинацију на престижној додели Греми награда. Песма је чак добила позитивне критике од Џоан К. Роулинг, ауторке познате серије књига о Харију Потеру, која је на свом сајту написала како песма у потпуности осликава њено мишљење о женама и анорексији.

## Музички спот
Музички спот за "Stupid Girls" је режирао Дејв Мејерс и премијера је била на MTV-овој емисији Total Request Live 30. јануара 2006. године.
Спот приказује Пинк и као анђела и као ђавола, који поукашају да утичу на будућност једне девојчице. Анђео јој показује низ слика које презентују глупост тренутних трендова међу познатим женским личностима, у којима Пинк глуми различите улоге. Спот се завршава тако што девојчица изабира лопту за амерички фудбал, образовне играчке и клавијатуре над гомилом лутака; ђаво је тиме поражен.
Песма је добила награду за "најбољи поп спот" на додели 2006 МТВ видео музичких награда 31. августа 2006. године. Док је примала награду, Пинк је одглумила благу пародију Парис Хилтон, причајући повишеним гласом и понашајући се усхићеније.

### Ликови
- ђаво
- анђео
- председница
- наставница у "finishing" школи
- плесачица у споту 50 цента
- девојка у теретани
- девојка која игра амерички фудбал
- глупа риђокоса девојка која вози ауто (пародија на Линдзи Лохан)
- девојка на секс-видеу (пародија на Парис Хилтон)
- девојка у куглани са велики грудима на надувавање
- девојка која пере ауто (пародија Џесике Симпсон и Парис Хилтон)
- девојка у салону за тен
- булимична девојка (пародија на Никол Ричи и Линдзи Лохан)
- "Фред Сигал" девојка (пародија на Мери-Кејт и Ешли Олсен)
- стара жена у роза[1] одећи (пародија на Викторију Готи и Донателу Версаче)
- девојка на операцији пластичне хирургије
- девојчица на коју утиче анђео

### Холивудске"глупе девојке"
- Парис Хилтон (секс-видео, булимија, сцена са прањем аута)
- Никол Ричи (булимија)
- Линдзи Лохан (судари аутомобилом, поремећаји у исхрани)
- Мери-Кејт и Ешли Олсен (стил облачења)
- Донатела Версаче и Викторија Готи (завршне сцене које је показују као стару даму у роза[1] одећи)
- Џесика Симпсон (сцена са прањем аута)
- остале пародије на "глупе девојке" у споту које нису упућене ниједној конкретној познатој личности укључују вештачко наношење тена, покушаје да се, показујући више меса, привуче инструктор у теретани, као и девојку која игра уз 50 Цента.

## Успеси на листама
| Листе синглова (2006) | Највише место |
| --------------------- | ------------- |
|                       | 1             |
|                       | 1             |
|                       | 1             |
|                       | 2             |
|                       | 2             |
|                       | 3             |
|                       | 4             |
|                       | 5             |
|                       | 5             |
|                       | 5             |
|                       | 5             |
|                       | 5             |
|                       | 6             |
|                       | 7             |
|                       | 7             |
|                       | 7             |
|                       | 7             |
|                       | 9             |
|                       | 10            |
|                       | 12            |
|                       | 13            |
|                       | 13            |
|                       | 13            |
|                       | 14            |
|                       | 16            |
|                       | 16            |
|                       | 16            |
|                       | 17            |
|                       | 17            |
|                       | 19            |
|                       | 21            |
|                       | 25            |
|                       | 37            |

| ТВ листе (2006) | Највише место |
| --------------- | ------------- |
|                 | 1             |
|                 | 1             |
|                 | 3             |
|                 | 5             |
|                 | 5             |
|                 | 6             |

## Места на листама
| Недеља | 01          | 02          | 03           | 04           | 05          | 06          | 07          | 08           | 09          | 10          | 11          |
| ------ | ----------- | ----------- | ------------ | ------------ | ----------- | ----------- | ----------- | ------------ | ----------- | ----------- | ----------- |
| Место  | 28 (76,000) | 19 (95,000) | 16 (122,000) | 14 (142,000) | 2 (214,000) | 2 (249,000) | 2 (270,000) | 2 (303,000)  | 1 (320,000) | 1 (317,000) | 2 (287,000) |
| Укупно | 76,000      | 171,000     | 293,000      | 435,000      | 649,000     | 898,000     | 1,168,000   | 1,471,000    | 1,791,000   | 2,108,000   | 2,395,000   |
| Недеља | 12          | 13          | 14           | 15           | 16          | 17          | 18          | 19           | 20          | 21          |             |
| Место  | 3 (265,000) | 4 (239,000) | 5 (231,000)  | 5 (207,000)  | 5 (187,000) | 5 (155,000) | 9 (135,000) | 14 (107,000) | 21 (88,000) | 35 (69,000) |             |
| Укупно | 2,660,000   | 2,899,000   | 3,130,000    | 3,337,000    | 3,524,000   | 3,679,000   | 3,814,000   | 3,921,000    | 4,009,000   | 4,078,000   |             |

| Недеља | 01 | 02 | 03 | 04 | 05 | 06 | 07 | 08 | 09 | 10 | 11 | 12 |
| ------ | -- | -- | -- | -- | -- | -- | -- | -- | -- | -- | -- | -- |
| Место  | 49 | 4  | 10 | 11 | 11 | 12 | 23 | 28 | 36 | 40 | 48 | 52 |

| Недеља | 01 | 02 | 03 | 04 | 05 | 06 | 07 | 08 | 09 | 10 | 11 | 12 |
| ------ | -- | -- | -- | -- | -- | -- | -- | -- | -- | -- | -- | -- |
| Место  | 33 | 18 | 15 | 13 | 11 | 9  | 14 | 15 | 18 | 25 | 35 | 35 |

| Недеља | 01 | 02 | 03 | 04 | 05 | 06 | 07 | 08 | 09 | 10 | 11 | 12 | 13 | 14 |
| ------ | -- | -- | -- | -- | -- | -- | -- | -- | -- | -- | -- | -- | -- | -- |
| Место  | 24 | 13 | 17 | 19 | 22 | 31 | 27 | 30 | 15 | 18 | 32 | 44 | 61 | 70 |

| Недеља | 01 | 02 | 03 | 04 | 05 | 06 | 07 | 08 | 09 | 10 |
| ------ | -- | -- | -- | -- | -- | -- | -- | -- | -- | -- |
| Место  | 4  | 4  | 6  | 7  | 9  | 10 | 13 | 15 | 13 | 11 |
| Недеља | 11 | 12 | 13 | 14 | 15 | 16 | 17 | 18 | 19 | 20 |
| Место  | 15 | 16 | 19 | 27 | 31 | 36 | 34 | 45 | 42 | 47 |